# The Marching Season
The Marching Season é o título de um livro de ficção sobre espionagem do escritor norte-americano Daniel Silva, publicado pela primeira vez no ano 1999.
Em Portugal, só seria editado em 2011, com tradução de Vasco Teles de Menezes, pela Bertrand Editora.